# 제임스 코널리
제임스 코널리(영어: James Connolly 아일랜드어: Séamas Ó Conghaile 세마스 오 콩갈러, 1868년 6월 5일 - 1916년 5월 12일)은 스코틀랜드계 아일랜드인이며 아일랜드의 공산주의 혁명가이다.
영국 스코틀랜드의 에든버러에서 출생했다. 11세 때 노동자로 일하기 위해 학업을 중단했는데 이것은 그가 사회주의자로 성장하게 된 계기가 되었다. 그는 1912년에 제임스 라킨과 함께 아일랜드 노동당을 창당했으며 이듬해에 노동자 파업을 주도하였는데 그가 주도한 파업은 유혈사태로 번져 수많은 노동자들이 죽었다.
1916년에 더블린에서 발생한 부활절 봉기는 막바지에 취소될 위기에 놓였으나 그는 봉기를 강행할 것을 강력히 주장하였다. 조지프 메리 플렁켓과 봉기 계획을 수정하며 다듬었다. 그는 아일랜드 민병대의 지휘관으로서 봉기를 주도했으나 도중 총상을 입었고 결국 영국군에게 붙잡혀 총살당했다.
그는 존 맥클렁과 같은 사회주의자들에게 막대한 영향을 미쳤으며 그의 기념비는 더블린의 독립기념관에 있다.
아일랜드의 독립운동에 대한 영화인 "보리밭을 흔드는 바람"에는 다음과 같은 그의 말이 인용되어있다.
"우리가 내일 당장 영국군을 몰아 내고 더블린 성에 녹색기를 꽂는다 해도 사회주의 공화국을 조직하지 못한다면 우리의 노력은 모두 헛될 뿐이며 영국은 계속 우리를 지배할 것이다. 지주와 자본가, 상권을 통해"